# Йован Долгач
Йован Цветков, известен като Йован Долгач или членувано Долгачо, Долгачот, Долгачът (на сръбски: Јован Долгач или Jovan Dolgać), e сърбомански войвода на чета на сръбската въоръжена пропаганда, действала в Западна Македония.

## Биография
Долгач е роден в село Кошино или в село Долгаец, Прилепско, в 1860 година. Присъединява се към ВМОРО. Към сръбската въоръжена пропаганда в Македония е привлечен заедно с братята си Георе и Войне от войводата Григор Соколович. Убива брат си войводата на ВМОРО Змейко Долгач, който отказва да премине на сръбска страна. В 1905 година след изтезания убива войводата Максим Костов.
Участва с чета в Балканската война, но, според е арестуван от сръбските власт след опит за убийство на бошнак, когото Долгач сметнал за турчин. В началото на септември 1913 година, по време на Охридско-Дебърското въстание по негова заповед четата му избива 26 мюсюлмани от село Лажани, Прилеп и други места, събрали се на сватба в Лажани. След като роднините на убитите поднасят жалба, Долгач е осъден от сръбски съд в Тетово на 10 години затвор, а няколко негови съратници – на по 8. Прекарва само няколко месеца в затвора, тъй като в началото на Първата световна война е помилван. Започва работа като поляк в село Вранче, Прилепско.
През лятото на 1915 година Долгач е убит при засада от четата ВМОРО, начело с Иван Стоянов. Според някои източници е ликвидиран заедно с цялото си жандармерийско отделение, а според други е нападнат и убит само той.